# Lorenzo Zeni
Lorenzo Zeni (Sesto Calende, 7 febbraio 1993) è un ex canoista italiano, vincitore dell'oro ai Campionati italiani di canoa/kayak sprint 2011 per la categoria juniores nel K-1 200 m.

## Carriera
Ha anche vinto l'argento a Zagabria nel K2 500m nel luglio 2011.
Dopo essersi ritirato è ora allenatore per la società canoistica CSCK (Circolo Sestese Canoa Kayak).